# Moskalivka, Bilohirea
Moskalivka (în ucraineană Москалівка) este un sat în comuna Dovhalivka din raionul Bilohirea, regiunea Hmelnîțkîi, Ucraina.

## Demografie
Componența lingvistică a localității Moskalivka
     Ucraineană (99,17%)
     Alte limbi (0,83%)
Conform recensământului din 2001, majoritatea populației localității Moskalivka era vorbitoare de ucraineană (99,17%), existând în minoritate și vorbitori de alte limbi.